# فرودگاه کمبریج–دورچستر
فرودگاه کمبریج-دورچستر (به انگلیسی: Cambridge-Dorchester Airport) یک فرودگاه همگانی بهره‌برداری هوایی با کد یاتا CGE است که یک باند فرود آسفالت دارد و طول باند آن ۱۳۶۵ متر است. این فرودگاه در شهر کیمبریج، مریلند کشور ایالات متحده آمریکا قرار دارد و در ارتفاع ۶ متری از سطح دریا واقع شده‌است.